# Karl Haselbacher
Karl Friedrich Georg Haselbacher (fälschlich auch häufig Karl Hasselbacher geschrieben; * 7. Oktober 1904 in Neu-Dieringhausen; † 13. September 1940 in Cambrai, Nordfrankreich) war ein deutscher Jurist, Kriminalbeamter und SS-Führer. Haselbacher war unter anderem Leiter der Gestapo in Düsseldorf und Belgien.

## Leben

### Jugend und Ausbildung
Haselbach war ein Sohn des Fabrikbesitzers Georg Haselbacher und seiner Ehefrau Emilie, geborene Wippermann. Er besuchte von 1910 bis 1914 die Volksschule Dieringhausen und ab Ostern 1914 die Oberrealschule in Gummersbach, wo er im Frühjahr 1924 die Reifeprüfung bestand.
Vom Sommersemester 1924 an studierte Haselbacher zwei Semester Volkswirtschaft an der Universität Marburg. Nach dem Wechsel seines Studienfaches zum Sommersemester 1925 widmete er sich dem Studium der Rechtswissenschaften an derselben Universität. In der vorlesungsfreien Zeit arbeitete er in den Fabrikbetrieben der Mühlenthaler Spinnerei und Weberei AG Dieringhausen, nach eigenen Angaben, um dort „den Arbeitsgang in einem Industriewerk und die Arbeitsverhältnisse kennen zu lernen“. Während seines Studiums wurde er 1924 Mitglied der Burschenschaft Arminia Marburg.
Zum Wintersemester 1926/1927 wechselte Haselbacher zur Fortsetzung seines Studiums an die Universität Köln. Dort bestand er am 23. und 24. Mai 1928 vor dem juristischen Prüfungsamt beim Oberlandesgericht in Köln die erste juristische Staatsprüfung mit der Note „gut“ und wurde er 1928 zum Referendar ernannt. Während seiner Referendarszeit arbeitete Haselbacher unter anderem bei einem Anwalt in Köln, der vor Gericht Mitarbeiter der NSDAP-Presse verteidigte, mit der Haselbacher auf diese Weise erstmals in Kontakt kam. Im Jahre 1931 promovierte er mit einer Arbeit, die mit „sehr gut“ benotet wurde, zum Dr. jur. Nachdem Haselbacher 1932 die Große Staatsprüfung – mit dem Prädikat gut – bestanden hatte, wurde er am 28. April 1932 als Gerichtsassessor vereidigt. Ab 1932 war er beim Amtsgericht in Gummersbach als Assessor tätig. Dort soll er als Untersuchungsrichter Strafprozesse gegen KPD-Mitglieder wegen eines Umsturzversuches im Februar 1933 geführt haben, wie er in seiner Akte angab.

### Zeit des Nationalsozialismus
Kurz nach dem Machtantritt der Nationalsozialisten im Frühjahr 1933 trat Haselbacher zum 12. April 1933 der SA und zum 1. Mai 1933 der NSDAP bei (Mitgliedsnummer 2.102.581). Wenige Wochen später wurde er im Juli 1933 ins Preußische Innenministerium berufen, wo er Aufgaben im Zusammenhang mit der Bearbeitung des Berufsbeamtengesetzes übernahm. Am 1. Januar 1934 wurde er als Regierungsassessor ins Geheime Staatspolizeiamt (Gestapa) berufen. Dort übernahm er eine Aufgabe als Regierungsassessor im Dezernat II F unter Regierungsrat Wilhelm Mäurer: Namentlich übernahm er das dort untergebrachte Referat II F 2, das laut dem Geschäftsverteilungsplan des Gestapa vom 22. Januar 1934 für „Juden, Emigranten und Freimaurer“ zuständig war. Der Historiker Shlomo Aronson kommt in seiner Studie zu den Anfängen des SD und der Gestapo zu dem Ergebnis, dass Haselbacher trotz seiner weitgehenden Unbekanntheit in dieser Funktion „maßgebend an der Judenpolitik der 1930er Jahre beteiligt“ war.
Der angebliche frühere Gestapo-Mitarbeiter Hans-Jürgen Koehler beschreibt Haselbacher in dem 1940 in England erschienenen Buch Inside the Gestapo von 1940 ebenfalls als Leiter der Unterabteilung für „Freimaurer und religiöse Sekten“, betont zugleich, dass dieser jedoch nicht an der Verfolgung der Katholiken beteiligt gewesen sei. Außerdem behauptet er, dass Haselbacher – den er als „milden kleinen Mann“ beschreibt – versucht habe, „so viele Leute wie möglich“ zu retten und deswegen die Gunst Heydrichs verloren habe. Dies kann allerdings nicht von Dauer gewesen sein: Haselbacher musste die Leitung seines Referates zwar tatsächlich im Dezember 1934 abgeben, wurde zur gleichen Zeit jedoch in die SS aufgenommen (SS-Nr. 107.332) und aufgrund seiner Gestapoeigenschaft innerhalb der SS dem Sicherheitsdienst (SD) zugewiesen. In der SS wurde Haselbacher nacheinander zum SS-Untersturmführer (1936) und SS-Obersturmbannführer (1938) befördert.
Während seiner Tätigkeit im Dezernat II F des Gestapas hatte Haselbacher seit Mitte 1934 zusammen mit SD-Fahndern „belastendes“ Material gegen die deutschen Freimaurerlogen gesammelt, mit dessen Hilfe bewiesen werden sollte, dass die Logen zusammen mit anderen Mächten den Plan verfolgten, eine „Jüdische Weltregierung“ herbeizuführen. Das Reichsinnenministerium verhängte daraufhin ein Verbot der Logen. 1935 wurde Haselbacher als Verwaltungsbeamter zum Regierungsrat befördert. In der den Beförderungsvorschlag begleitenden Beurteilung Haselbachers durch Reinhard Heydrich und Werner Best hoben diese lobend hervor, dass seiner Arbeit als Judenreferent besondere Bedeutung zukommen würde. Im Jahre 1936 wurde Haselbacher Leiter des Dezernats II B im Gestapa, das für die Kirche, Juden, Freimaurer und Emigranten zuständig war. Seine Amtsbezeichnung lautete nun „Dienststellenleiter im Gestapa und Referent beim Chef der Deutschen Polizei für Juden-, Emigranten und Kirchensachen“. 
Im Zuge des Anschlusses von Österreich an das Deutsche Reich am 12. März 1938 wurde er zu der im Aufbau befindlichen Staatspolizeileitstelle Wien versetzt, wo er das Referat II b leitete. Ab Juli 1938 leitete er die Staatspolizeistelle in Kiel und ließ Festnahmen im Rahmen der Novemberpogrome 1938 durchführen.
Im September 1939 wurde Haselbacher, mittlerweile im Rang eines Oberregierungsrates, als Nachfolger von Kriminalrat Franz Sommer zum Leiter der Staatspolizeileitstelle Düsseldorf ernannt. Diese Position bekleidete er bis Juni 1940. Danach erfolgte seine Bestellung zum Leiter der Sicherheitspolizei (Sipo) und der Gestapo in Belgien mit Sitz in Brüssel. Während einer Dienstreise nach Frankreich verunglückte er im September 1940 bei einer Autofahrt zwischen Mons und Valencienne tödlich.

## Schriften
- Haftung für Streikschäden. 1931 (Dissertation).